# Roberto Ruiz Esparza
Roberto Ruiz Esparza (* 16. Januar 1965 in Puebla, Puebla) ist ein ehemaliger mexikanischer Fußballspieler auf der Position eines Innenverteidigers.

## Laufbahn

### Verein
Der in Puebla geborene Ruiz begann seine Profikarriere in der Saison 1983/84 bei seinem Heimatverein Puebla FC und war an den erfolgreichsten Jahren in dessen Vereinsgeschichte aktiv beteiligt. 1988 gewann er mit den Camoteros die Copa México  und zwei Jahre später das Double aus Meisterschaft und Pokal. 1991 folgte der Gewinn des CONCACAF Champions’ Cup und wiederum ein Jahr später wurde er mit Puebla Vizemeister.
Mit seinem nächsten Verein UANL Tigres gewann er 1996 ein weiteres Mal die Copa México und im Torneo Invierno 1996 wurde er mit Necaxa noch einmal Vizemeister.
Nach einem weiteren Gastspiel bei Atlético Celaya kehrte er im Winter 1998/99 zum Puebla FC zurück, in dessen Reihen er seine aktive Laufbahn 2001 beendete.

### Nationalmannschaft
Zwischen 1987 und 1993 absolvierte Ruiz insgesamt 22 Einsätze für die mexikanische Nationalmannschaft. Sein erstes Länderspiel bestritt er am 6. Oktober 1987 gegen Kanada (4:0) und seinen letzten Einsatz am 10. Februar 1993 gegen Rumänien (2:0).

## Erfolge
- Mexikanischer Meister: 1990
- Mexikanischer Pokalsieger: 1988, 1990, 1996
- CONCACAF Champions’ Cup: 1991